# Corpo di Heinz
I corpi di Heinz, anche chiamati corpi di Heinz-Ehrlich sono inclusioni di emoglobina denaturata localizzate negli eritrociti.
Devono il loro nome a Robert Heinz (1865–1924), il medico tedesco che, nel 1890, descrisse la presenza di queste inclusioni in casi di anemia emolitica

## Citologia

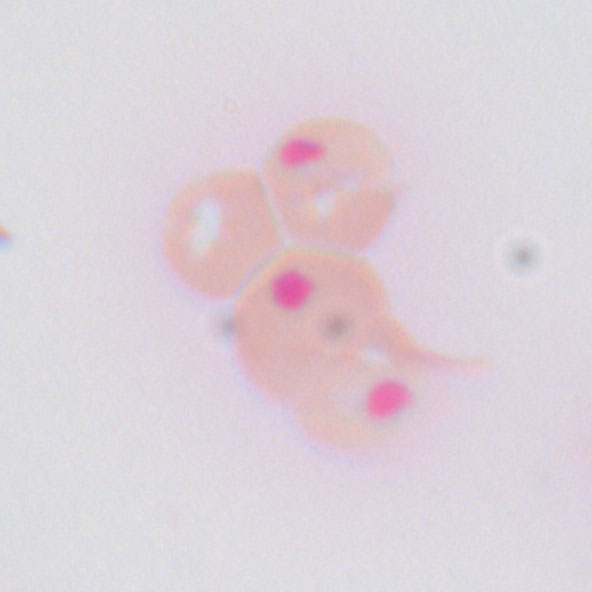
Tre corpi di Heinz osservabili in uno striscio di sangue periferico felino

I corpi di Heinz appaiono come piccole inclusioni rotonde poste all'interno del globulo rosso, sebbene non siano visibili con la colorazione di base di Romanowsky. Appaiono invece più chiaramente con la colorazione sopravitale, ad esempio con verde di bromocresolo, nuovo blu di metilene e violetto di genziana.

## Eziologia e disordini associati
I corpi di Heinz si formano in seguito al danneggiamento delle componenti molecolari dell'emoglobina, generalmente per danno ossidativo o in seguito a una mutazione genetica. Ne risulta che un elettrone dell'emoglobina sia trasferito a una molecola di ossigeno, creando una specie reattiva dell'ossigeno che può provocare danno cellulare con conseguente lisi. Le cellule danneggiate sono rimosse dai macrofagi nella milza, dove le membrane sono rimosse generando le cosiddette "cellule dentellate". Il processo di denaturazione proteica è irreversibile e la continua eliminazione delle cellule danneggiate porta all'anemia.
Ci sono numerosi condizioni che possono condurre al danno emoglobinico:
- la carenza di NADPH porta a una disfunzione della glutatione perossidasi, l'enzima che converte il perossido di idrogeno in acqua;
- la carenza di glucosio-6-fosfato deidrogenasi esacerbata dalla somministrazione di farmaci ossidanti, quali primachina, dapsone o chinidina può portare alla formazione di corpi di Heinz; in tal caso avviene un reticolazione tra i gruppi sulfidrilici e le catene globiniche, che causa la denaturazione della proteina e la precipitazione dei corpi di Heinz[8];
- malattie croniche del fegato[9];
- nell'alfa talassemia vi è, per motivi genetici, un eccesso di catene globiniche β che si aggregano formando HbH, che precipita a causa della sua scarsa solubilità[10];
- nell'iposplenismo e nell'asplenia, dove l'assenza o la scarsa funzionalità della milza impedisce la rimozione delle cellule danneggiate dal torrente circolatorio.

### In medicina veterinaria
Nella medicina veterinaria, i corpi di Heinz sono associati al consumo di paracetamolo (acetaminofene), aglio, e cipolle da parte di gatti, cani e vari primati. Sono causati dai composti del tiosolfato presenti nella carne e nelle cipolle.
In passato, il glicole propilenico era un ingrediente comune nel cibo umido per gatti. Secondo la FDA era noto da tempo che il glicole propilenico causava la formazione di corpi di Heinz nei globuli rossi dei gatti, ma non si poteva dimostrare che causasse anemia o altri effetti clinici. Tuttavia, recenti studi hanno dimostrato che il glicole propilenico riduce la sopravvivenza dei globuli rossi, rendendoli più suscettibili al danno ossidativo e ha altri effetti avversi nei gatti. Alla luce di questi nuovi dati, l'uso del glicole propilenico negli alimenti per gatti è stato proibito.